# Tipula (Lunatipula) hybrida altivolans
Tipula (Lunatipula) hybrida altivolans is een ondersoort van de tweevleugelige Tipula (Lunatipula) hybrida uit de familie langpootmuggen (Tipulidae). De ondersoort komt voor in het Palearctisch gebied.